# Черноярка (Павлодарская область)
Черноярка (каз. Черноярка) — село в Павлодарском районе Павлодарской области Казахстана. Входит в состав Черноярского сельского округа. Код КАТО — 556067300.

## Население
В 1999 году население села составляло 646 человек (327 мужчин и 319 женщин). По данным переписи 2009 года, в селе проживало 653 человека (327 мужчин и 326 женщин).